# Nuevo Agua Zarca
Nuevo Agua Zarca är en ort i Mexiko.   Den ligger i kommunen La Trinitaria och delstaten Chiapas, i den sydöstra delen av landet, 900 km sydost om huvudstaden Mexico City. Nuevo Agua Zarca ligger 579 meter över havet och antalet invånare är 280.
Terrängen runt Nuevo Agua Zarca är platt åt sydväst, men åt nordost är den kuperad. Runt Nuevo Agua Zarca är det ganska tätbefolkat, med 83 invånare per kvadratkilometer. Närmaste större samhälle är Doctor Rodulfo Figueroa, 5,9 km väster om Nuevo Agua Zarca. Omgivningarna runt Nuevo Agua Zarca är en mosaik av jordbruksmark och naturlig växtlighet.